# Amber Riley
Amber Patrice Riley (* 15. února 1986 Los Angeles, Kalifornie) je americká zpěvačka a herečka. Její nejznámější role je Mercedes Jones v seriálu Glee. V roce 2017 vydala první studiové album Songs from the Stage.

## Kariéra
V sedmnácti letech se zúčastnila soutěže American Idol. V roce 2004 absolvovala střední školu v La Mirandě ve státě Kalifornie. V roce 2006 se ucházela o roli Effie White v muzikálovém filmu Dreamgirls, na roli však byla příliš mladá.
Od roku 2009 do roku 2015 hrála roli Mercedes v seriálu Glee. Zpívala mnoho sólových písní, například: „Bust Your Windows“, „Hate on Me“, „And I Am Telling You I'm Not Going“, „Beautiful“, „Bridge over Troubled Water“, „I Look to You“, „Hell to the No“ a „Ain't No Way“. Po čtyři série byla vedena jako hlavní obsazení, pro 5. sérii byla vedena jako hostující hvězda.
V roce 2011 získala nominici na cenu NAACP Image za její ztvárnění Mercedes. Spolu se svými kolegy z Glee získala cenu Screen Actors Guild a byla také nominovaná na Teen Choice Awards.
Dne 3. dubna 2014 poprvé vystupovala se svou písní „Colorblind“, kterou napsali Emeli Sandé, Claude Kelly a Steve Macem. Píseň byla vydána o pět dní později, tedy 8. dubna 2014 a též se objevila v seriálu Glee, kde ji opět zpívala. V prosinci 2015 si zahrála Addaperle, čarodějnici ze severu v televizním filmu The Wiz. V únoru 2016 bylo oznámeno, že si zahraje hlavní roli Effie White v londýnské produkci Dreamgirls v divadle West End Theatre.
V lednu 2014 spolu se svou sestrou Ashley založily on-line obchod s plus-size módou, nazvaný Rileyland Fashions.

### Dancing with the Stars
V roce 2013 vyhrála sedmnáctou sérii televizní show ABC Tančíme s hvězdami. Jejím partnerem byl Derek Hough. Stala se první afroamerickou ženou, která soutěž vyhrála.
Vystoupení
| Týden | Tanec/píseň                                                                             | Hodnocení poroty | Hodnocení poroty | Hodnocení poroty | Výsledek       |
| Týden | Tanec/píseň                                                                             | Inaba            | Goodman          | Tonioli          | Výsledek       |
| --- | --------------------------------------------------------------------------------------- | ---------------- | ---------------- | ---------------- | -------------- |
| 1 | Cha-cha/„Wings“                                                                         | 9                | 9                | 9                | Bez vyřazování |
| 2 | Jive/„Reet Petite“                                                                      | 8                | 8                | 8                | Postoupila     |
| 3 | harleston/„Bang Bang“                                                                   | 8                | 8                | 8                | Postoupila     |
| 4 | Tango/„Love Lockdown“                                                                   | 9                | 91               | 9                | Postoupila     |
| 5 | Foxtrot/„Try a Little Tenderness“                                                       | 9                | 7                | 10               | Postoupila     |
| 6 | Samba/„Get It Right“ Switch-Up Challenge                                                | 10 Získala       | 8 4              | 10 body          | Bez vyřazování |
| 7 | Paso Doble/„Diablo Rojo“ skupinový tanec - freestyle/„The Fox (What Does the Fox Say?)“ | 10               | 10               | 9 10             | Postoupila     |
| 8 | Rumba/„If I Could Turn Back Time“                                                       | 9                | 92               | 10               | Postoupila     |
| 9 | Quickstep/„That's It!“ Salsa (Trio challenge)3/„Que Viva la Vida“                       | 8 9              | 8 9              | 8 9              | Postoupila     |
| 10 Semifinále | Jazz/„Locked Out of Heaven“ Vídeňský valčík/„Locked Out of Heaven“ (akustická verze)    | 10               | 10/94 10/104     | 10               | Postoupila     |
| 11 Finále | Charleston/„Bang Bang“ Samba/„No Scrubs“ Freestyle/„Can You Do This“                    | 10 Získala 10    | 10 4 10          | 10 body 10       | Postoupila     |
| 11 Finále | Quickstep a Samba /„(Your Love Keeps Lifting Me) Higher and Higher“                     | 10               | 10               | 10               | Vyhrála        |
| 1Ve čtvrtém týdnu porotce Len Goodman chyběl a bodovala za něj hostující porotkyně Julianne Hough. 2V osmém týdnu porotce Len Goodman chyběl a bodovala za něj hostující porotkyně Cher. 3Tanečníkem, kterého si Riley a Hough vybrali pro Trio Challenge, je Mark Ballas. 4Hodnocení od hostujícího porotce, kterým byl Maksim Chmerkovskiy. |                                                                                         |                  |                  |                  |                |

## Filmografie

### Film
| Rok  | Název                                      | Role  | Poznámky |
| ---- | ------------------------------------------ | ----- | -------- |
| 2018 | Jedna za osmnáct, druhá bez dvou za dvacet | Kalli |          |
| 2019 | Infamous                                   | Elle  |          |

### Televize
| Rok       | Název                    | Role                                   | Poznámky                           |
| --------- | ------------------------ | -------------------------------------- | ---------------------------------- |
| 2002      | St. Sass                 | Toby                                   | neprodaný pilot                    |
| 2009-2015 | Glee                     | Mercedes Jones                         | hlavní role, 93 dílů               |
| 2010      | Simpsonovi               | Aiesha                                 | díl: „Muzikál ze základní“         |
| 2011      | Glee Live! 3D!           | Mercedes Jones                         | 3D koncert Glee                    |
| 2013      | Dancing with the Stars   | Samu sebe                              | vítězka 17. řady soutěže           |
| 2015      | My One Christmas Wish    | Jackie Turner                          | Televizní film                     |
| 2015      | Čaroděj                  | Addaperle, dobrá čarodějnice ze severu | TV speciál                         |
| 2016      | Crazy Ex-Girlfriend      | duch ve snu                            | díl: „Josh Has No Idea Where I Am“ |
| 2017      | Let It Shine             | Samu sebe / Hostující porotkyně        |                                    |
| 2019      | Black Lady Sketch Show   | Lori                                   | 2 díly                             |
| 2019      | The Little Mermaid Live! | Emcee                                  | TV speciál                         |

### Divadlo
| Rok       | Název              | Role        | Poznámky                |
| --------- | ------------------ | ----------- | ----------------------- |
| 2012      | Cotton Club Parade | vystupující | New York City Center    |
| 2014      | Vlasy              | Dionne      | Hollywood Bowl          |
| 2016–2017 | Dreamgirls         | Effie White | Savoy Theatre, West End |
| 2019      | Malý krámek hrůz   | Audrey II   | Pasadena Playhouse      |

## Diskografie
| Rok  | Název                                                    | Poznámky                                                                                                |
| ---- | -------------------------------------------------------- | --- |
| 2017 | Songs from the Stage (s Beverly Knight a Cassidy Janson) | - vydáno: 17. listopadu 2017 - nahrávací společnost: East West, Warner - formát: CD, ke stažení, online |